# Ковач, Кати
Ка́ти Ко́вач (венг. Kovács Kati; род. 25 октября 1944, Верпелет, Венгрия) — популярная венгерская певица 1970—1990-х годов. В Советском Союзе стала известна в конце 1970-х годов, после участия в международных фестивалях эстрадной песни в Сопоте, эстрадных программах «Мелодии и ритмы зарубежной эстрады», «Голоса друзей».

## Биография
Кати Ковач стала известной, когда в 1965 году заняла первое место на национальном TV-талант-шоу «Кто что умеет?». После этого она сотрудничала с известными венгерскими рок-группами «Omega», «Illes» и «Metro». В конце 60-х Кати сотрудничала с оркестром «Express» (1969—1972), затем в начале 70-х работала с рок-группами «Juventus» (1971—1974) и «Локомотив GT» (1974—1982), а с 1976 по 1986 год тесно сотрудничала с группой «Universal», которая была её оркестром сопровождения и с которой Кати дала более 2300 концертов по всему миру.
- 1966 год — песня в её исполнении «Я не буду вас слушать» («Nem Lesek Játékszered») выиграла телевизионный национальный Táncdalfesztivál. Всего Кати 8 раз участвовала в этом телеконкурсе и 4 раза занимала 1-е место: в 1966, 1972, 1981 и 1992 годах.
- В 1968 году она сыграла несколько ведущих ролей в кино:
  - «The Girl».
  - «Господа, не отправить ли нам дождь» (Mar, uram, AZ esőt!)
  - «Фальшивая Изабелла» (A Hamis Izabella)
- 1969 — Кати получает 1-ю премию за исполнение на венгерском радиоконкурсе «Made in Hungary». Всего она участвовала в этом конкурсе 4 раза и ещё дважды получала 1-ю премию за исполнение (1975 и 1976).
- 1972 — Кати дошла до полуфинала (то есть вошла в 46 лучших исполнителей) на международном музыкальном Yamaha Фестивале в Токио с песней «Van Jó Minden Rosszban»
- В 1975 году она победила в конкурсе песни Castlebar в Ирландии с песней «It Would Be So Good To See You Again» (Nálad Lenni újra jó lenne). В том же году Ковач получила «Звезду года», награду журнала Music Week.
- В 1977 году победила в венгерском радиоконкурсе Tessék választani! с композицией «Mindent, ami szép», получив 1-ю премию за исполнение и 3-е место за песню. Всего Кати участвовала в этом конкурсе 7 раз и ещё дважды получала 1-ю премию за исполнение (1978 и 1980) и дважды занимала 1-е место за песню (1979 и 1988).
- В 1977 году заняла 16-е место на международном музыкальном фестивале «Интервидение» в Сопоте (Польша) с композицией «Ha legközelebb látlak»

Песня «Ha legközelebb látlak» («Если я тебя увижу снова», 1977) была суперхитом на рубеже 1970—1980-х годов. В 1980 году вышла ещё одна из наиболее популярных песен Кати Ковач — «Szeretni kéne» («Я должна любить»). Также Кати исполняла мировые диско-хиты на родном венгерском языке — в частности, песню «Hol vagy, Józsi?» («Где ты, Ёжи?»), являющуюся перепевкой знаменитой песни «Hands Up» («Руки вверх») французского дуэта «Ottawan». Ещё Кати известна и как автор песен: более 50 песен (из 500 в её репертуаре) Кати написала сама.
Помимо пения, Кати Ковач пишет стихи. Одно из наиболее её известных произведений, которые она исполняет — лирика для Vangelis’: композиция «1492: Завоевание рая».
Выступала в Москве.
В последние десятилетия в России о певице почти ничего не слышно, но она продолжает свою творческую деятельность и по сегодняшний день.

### Личная жизнь
Кати была замужем (1975—1986) за Иштваном Лерхом, клавишником известных рок-групп «Volán» и «V’Moto-Rock».

### Награды
Кати Ковач имеет государственные награды:
- 1994 — Кавалер ордена Заслуг (Венгрия)
- 2011 — Офицер ордена Заслуг (Венгрия)
- 2014 — Премия имени Кошута
- Государственная премия Венгерской республики